# Bigorre

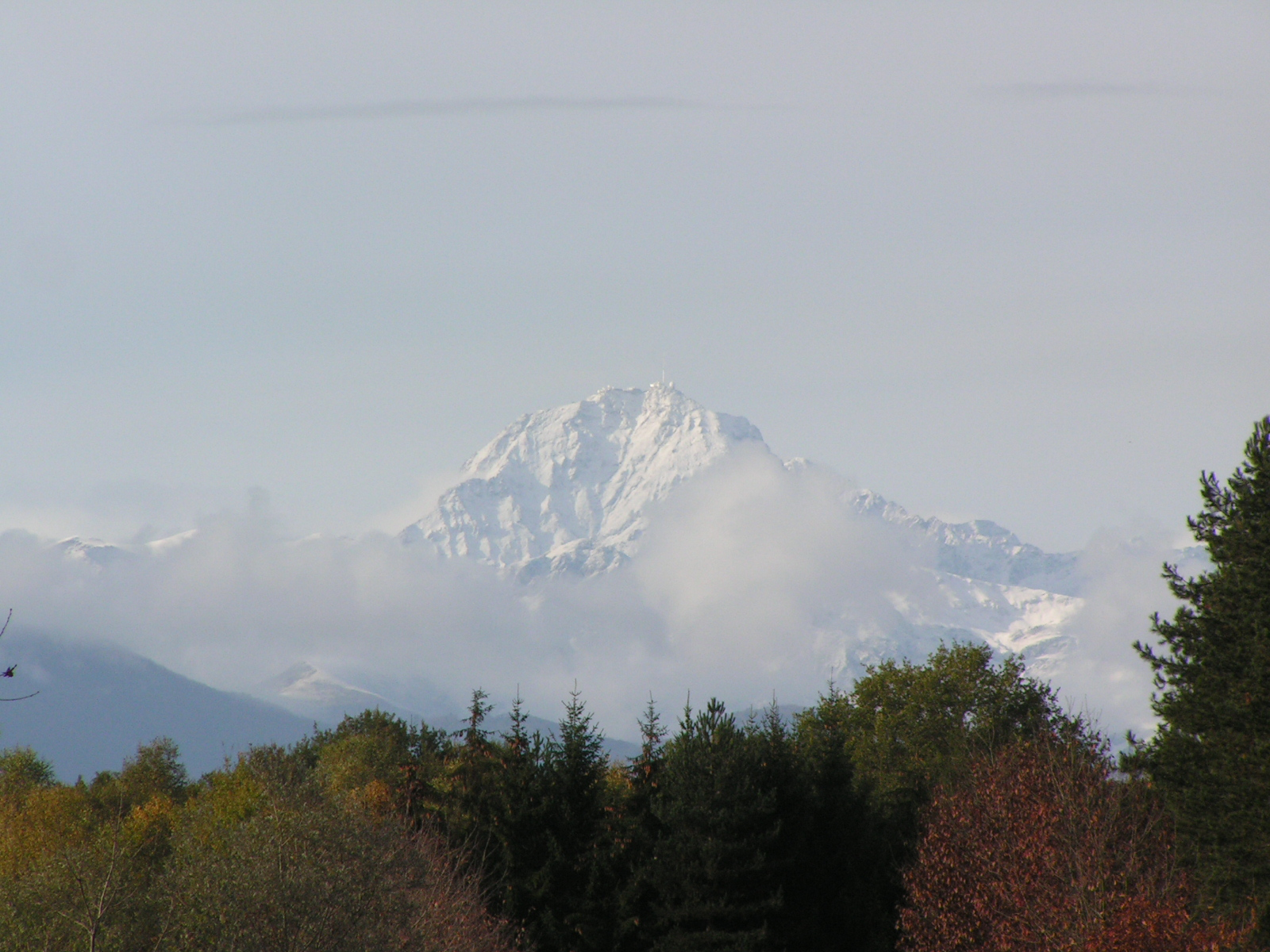
A Pic du Midi de Bigorre csúcsa Tarbes közelében

Bigorre a Baszk Hercegség egy kis grófsága volt a Pireneusokban. Területe jelenleg Franciaország része. A 9.-től a 15. századig állt fenn; a fővárosa Tarbes volt.
A hercegséget Faquilène akvitán hercegnő hozományának hozták létre 840-ben, amikor a hercegnő feleségül ment Donát (Donatus Lupus I) baszk főnemeshez, Lupus Centule baszk herceg fiához. Területe kezdetben elég nagy volt, ám azt a grófok az ősi baszk hagyomány alapján többször is felosztották fiaik között — így vesztette el már az első két gróf uralma után Lavedant, Astert és Montanert.
A grófságról Bigorre-háznak nevezett és II. Lupus baszk hercegtől származó grófi család férfiágon a 11. században kihalt, ezután több mint fél évszázadra — Béarnhoz hasonlóan — a Foix családból származó grófok uralma alá került. Őket a 12. századtól sorra a Marsan-, a Comminges-, a a3. században a Montfort-, végül a Chabanais családokból származó grófok, illetve grófnők követték. A százéves háború alatt egy időre az Armagnac-ház szerezte meg, majd egy ideig hol angol, hol francia kézen volt. A francia szuverenitás helyreállítása után, 1407-ben VII. Bernard d’Armagnac eladta a tisztséget a Foix családnak; ezzel „Bigorre grófja” címzetes titulussá vált.

## Bigorre grófjai

### Bigorre-ház
- 840 – ??? I. Donát (Donatus Lupus)
- ??? – 910 I. Lupus
- 910 – 930 II. Donát (Donatus Lupus)
- 930 – ??? I. Rajmund (Raymond Donatus)
- ??? – 980 Arnold
- 980 – 1030 García Lupus
- 1030 – 1038 Gersenda grófnő — a tisztet férjével együtt viselte
  - 1030-1037 Bernard-Roger (a Foix-házból

### Foix-ház
- 1038 – 1077 II. Bernát
- 1077 – 1080 II. Rajmund, II. Bernát fia
- 1080 – 1095 I. Beatrix, (Beatrice I) II. Rajmund húga; a tisztet férjével együtt viselte
  - 1080-1090 I. Centule (V. Centule béarni vikomt)

### Béarn-ház
- 1095 – 1113 III. Bernát, I. Beatrix és I. Centule fia
- 1113 – 1114 II. Beatrix, (Beatrice II), III. Bernát lánya
- 1114 – 1130 II. Centule, III. Bernát öccse
- 1130 – 1156 II. Beatrix, (Beatrice II); a tisztet férjével együtt viselte
  - 1130-1156 Péter (a Marsan családból, † 1163)

### Marsan család
- 1156 – 1178 III. Centule
- 1178 – 1194 Stefánia (Stephanie, illetve Beatrice IV); a tisztet férjével együtt viselte
  - 1180-1192 IV. Bernát a Comminges családból, (elváltak; † 1225)

### Comminges család
- 1194 – 1251 Petronilla; a tisztet egymást követő férjeivel együtt viselte: 
  - 1196-1214 I. Gaston (VI. Gaston  béarni vikomt)
  - 1215-1216 I. Nuño (Aragóniai Nuño Sánchez)
  - 1216-1220 Guy (a Montfort családból)
  - 1221-1224 I. Aimeric (Aimeric d'Racon)
  - 1224-1247 Boso (Boso d'Mastas)

### Montfort család
- 1251 – 1256 Alicia;  a tisztet második férjével együtt viselte
  - 1251-1256 Raoul d'Courtenay

### Chabanais család
- 1256 – 1283 Esquivat
- 1283 – 1302 Laura

## Fordítás
- Ez a szócikk részben vagy egészben  a   County of Bigorre című angol Wikipédia-szócikk ezen változatának fordításán alapul.  Az eredeti cikk szerkesztőit annak laptörténete sorolja fel. Ez a jelzés csupán a megfogalmazás eredetét és a szerzői jogokat jelzi, nem szolgál a cikkben szereplő információk forrásmegjelöléseként.